# Henry Baldwin Harrison
Henry Baldwin Harrison, född 11 september 1821, död 29 oktober 1901, var en amerikansk politiker och guvernör i Connecticut.

## Tidigt liv
Harrison föddes i New Haven, Connecticut. Han tog examen från Yale College 1846, där han var medlem av studentföreningen Skull and Bones. Han var medlem i Connecticutdelen av föreningen Sons of the American Revolution. Han gifte sig med Mary Elizabeth Osborne, dotter till professorn och ledamoten av USA:s representanthus Thomas Burr Osborne och Ann Sherwood.

## Politisk karriär
Harrison kandiderade till politiska uppdrag som medlem av Republikanerna. Han blev ledamot i Connecticuts senat 1854. Han misslyckades med ett försök att bli viceguvernör i Connecticut 1857, då hans partikamrat Alfred A. Burnham blev viceguvernör i stället. Han försökte också bli guvernör 1874 utan att lyckas, då den sittande guvernören från Demokraterna, Charles R. Ingersoll satt kvar på posten. Han valdes dock till Connecticuts representanthus 1865, 1873 och 1883; under sin sista mandatperiod var han talman.
Harrison tog initiativ till alkoholförbud och abolitionism. Andra viktiga frågor för honom var utbildning och arbetstagares rättigheter.

## Guvernör
Harrison valdes till guvernör i november 1884 och efterträdde demokraten Thomas M. Waller på posten den 8 januari 1885. Han satt en mandatperiod och efterträddes av republikanen Phineas C. Lounsbury den 7 januari 1887.
Han var ledamot i Connecticuts lagstiftande församling under tiden för den industriella revolutionen och bevittnade de problem som industrialismen förde med sig. Som guvernör inrättade han Connecticuts Byrå för arbetsmarknadsstatistik. Han arbetade också för obligatorisk skolgång upp till sexton års ålder för alla barn i Connecticut.

## Övrigt
Harrison höll tal vid begravningen av sin släkting Roger Sherman Baldwin, som avled 1867 och var guvernör av Connecticut från 1844 till 1846. Han sade: "Det har rätteligen sagts att guvernör Baldwin var en stor jurist. Han var en ståndaktig, rättskaffens, plikttrogen och ärlig man. Guvernör Baldwin var en sann son av Connecticut. Hans minne förtjänar att leva i heder hos Connecticut och alla Connecticuts invånare."
Harrison avled i New Haven den 29 oktober 1901. Han begravdes på Grove Street Cemetery i New Haven.